# Mergozzo
Mergozzo une commune italienne d'environ 2 100 habitants, située dans la province du Verbano-Cusio-Ossola, dans la région Piémont, dans le nord-ouest de l'Italie.
Mergozzo est un petit village lacustre au bord du lac de Mergozzo, à 5 km du lac Majeur. L'eau de son lac est considérée comme l'une des plus pures d'Europe.
L'animation du village est surtout due aux Milanais venant chercher un peu de détente le temps d'un week-end.

## Économie
Mergozzo et surtout la frazione de Candoglia est connue pour ses carrières de marbre.

## Administration
| Période                                  | Période | Identité        | Étiquette       | Qualité |
| ---------------------------------------- | ------- | --------------- | --------------- | ------- |
|                                          |         | Luciano Piralla | liste citoyenne |         |
|                                          |         | Paolo Tognetti  | liste citoyenne |         |
| Les données manquantes sont à compléter. |         |                 |                 |         |

### Hameaux
Albo, Bracchio, Candoglia, Montorfano, Nibbio

### Communes limitrophes
Gravellona Toce, Ornavasso, Premosello-Chiovenda, San Bernardino Verbano, Verbania